# Jan Adamczewski

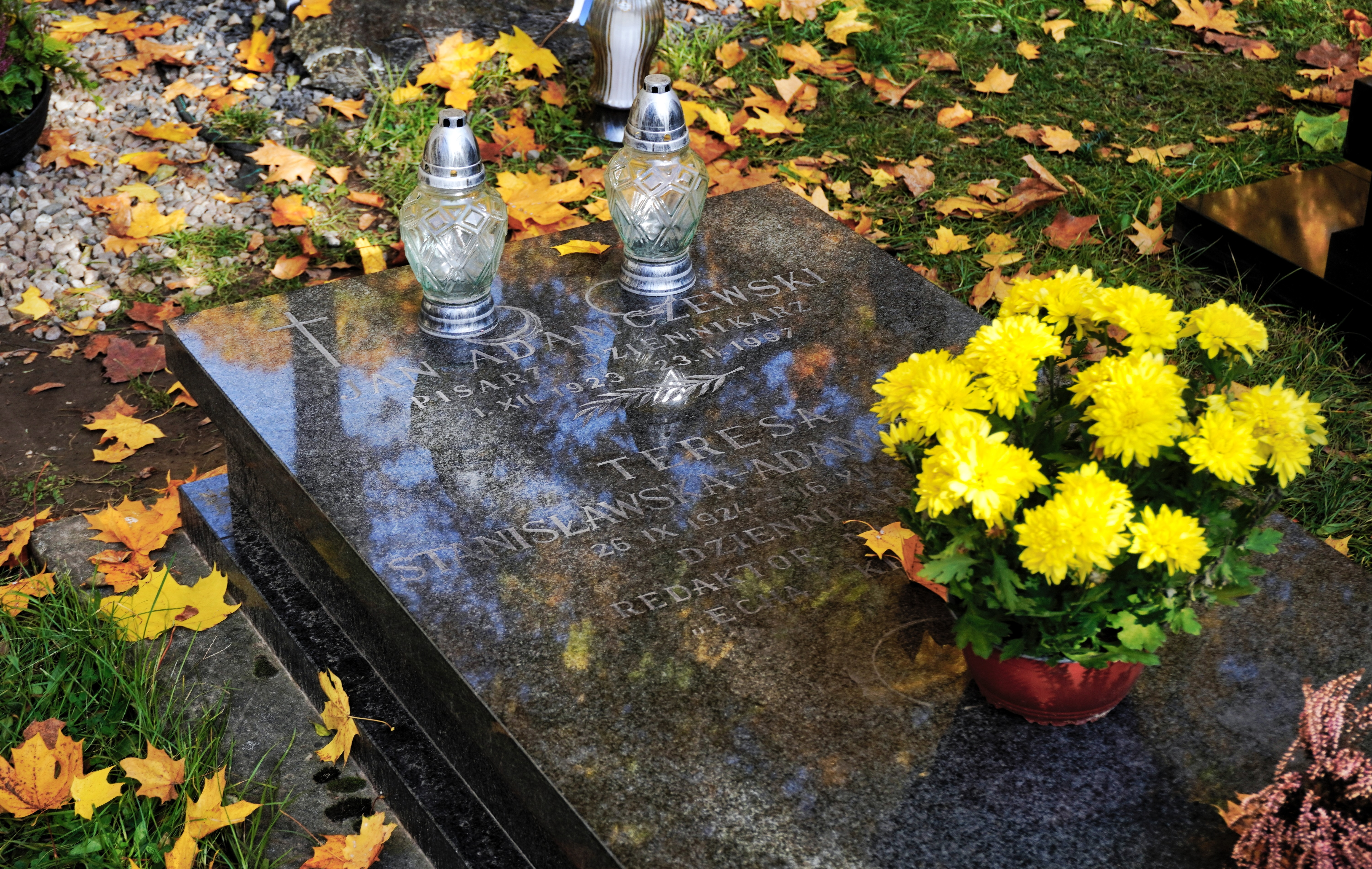
Grobowiec Jana i Teresy Adamczewskich

Jan Adamczewski (ur. 1 grudnia 1923 w Poznaniu, zm. 23 lutego 1997 w Krakowie) – polski dziennikarz, pisarz, miłośnik Krakowa.

## Życiorys
Współpracował m.in. z Dziennikiem Polskim, Echem Krakowa, Przekrojem. Był członkiem i prezesem honorowym Stowarzyszenia Autorów Polskich. Napisał książki o Krakowie, promował Kraków i jego historię oraz propagował odnowę zabytków miasta (za co został wpisany do Honorowej Księgi Czynów na Rzecz Odnowy Krakowa). Otrzymał m.in. Nagrodę Krakowska Książka Miesiąca w listopadzie 1996 r. za Małą Encyklopedię Krakowa. W roku 1973 został odznaczony Krzyżem Kawalerskim Orderu Odrodzenia Polski. Pochowany jest na krakowskim cmentarzu Rakowickim w alei zasłużonych (kwatera LXIXPASB, rząd 2, miejsce 11).
Był żonaty z Teresą Stanisławską-Adamczewską.

## Publikacje
- Nie od razu Kraków rozkopano (1963)
- Tajemnice starego Krakowa (1965)
- Z latem na ty (1965) (ilustr. Andrzej Czeczot)
- W starym Krakowie (1968)
- Mikołaj Kopernik i jego epoka (1972)
- Polskie miasta Kopernika (1972)
- Jesteśmy w Krakowie (1973) (ilustr. Tadeusz Jackowski)
- SOS dla Krakowa (1977)
- Ech, mój Krakowie (1980)
- Kraków od A do Z (1981)
- Legendy starego Krakowa (1985)
- Kraków osobliwy (1988)
- Rody krakowskie (1994)
- Mała encyklopedia Krakowa (1996)
- Kraków 1000–2000: przewodnik (1997)
- Opowieści starego Krakowa (1998)
- Kraków, ulica imienia... (2000, współautor: Teresa Stanisławska-Adamczewska)